# اچ‌ام‌اس ناتینگهام (۱۷۰۳)
اچ‌ام‌اس ناتینگهام (۱۷۰۳) (به انگلیسی: HMS Nottingham (1703)) یک کشتی بود که طول آن ۱۴۵ فوت ۹٫۵ اینچ (۴۴٫۴ متر) بود.